# 큐리어스파트너스
큐리어스파트너스 주식회사는 기업재무안정에 특화된 사모펀드 운용사이다.

## 역사
2016년 2월에 부국증권 출신 박승근이 설립하였다.

## 투자
- 동부건설[1]
- 우진기전[2]

## 실적
2023년 기준 누적 운용자산(AUM): 2조536억원
2023년 4월까지 9개 PEF에서 총 5,679억원 규모의 투자금 회수 완료
현재 6개 PEF를 통해 4,857억원 규모의 투자자산 운용 중

## 출자
국민연금을 시작으로 MG새마을금고, 과학기술인공제회, 한국자산관리공사(캠코) 등의 출자를 받았다.